# Eugeniusz de Henning-Michaelis
Eugeniusz de Henning-Michaelis (ur. 29 grudnia 1863 w Twierdzy Modlin, zginął 14 września 1939 w Sinołęce) – generał lejtnant armii Imperium Rosyjskiego oraz generał dywizji Wojska Polskiego i wiceminister spraw wojskowych w II RP.

## Życiorys

### Pochodzenie
Rodzina de Michaelisów wywodziła się z północnej Szwecji, skąd na początku XVIII wieku przeniosła się do Kurlandii, a następnie – pod koniec tego samego stulecia – do powiatu krzemienieckiego na Wołyniu.

### Służba w Armii Imperium Rosyjskiego
18 sierpnia 1881 rozpoczął naukę w Warszawskiej Szkole Junkrów Piechoty. Po jej ukończeniu został mianowany chorążym ze starszeństwem z 16 października 1883 i przydzielony do 29 Rezerwowego batalionu piechoty. W 1884 awansował do stopnia podporucznika ze starszeństwem z 30 sierpnia 1884, a po kolejnych czterech latach – porucznika ze starszeństwem z 30 sierpnia 1888. Wiosną 1889 jego jednostka została przeformowana w 1 Forteczny batalion piechoty, stacjonujący w Twierdzy Modlin. W tym samym roku otrzymał awans na stopień sztabskapitana ze starszeństwem z 11 grudnia 1889 i rozpoczął naukę w Michajłowskiej Akademii Artylerii i Sztabu Generalnego w Petersburgu. Po dwóch latach nauki – w randze kapitana ze starszeństwem z 22 maja 1891 – został przydzielony do sztabu 10 Dywizji Piechoty na stanowisko starszego adiutanta.
W latach 1900–1901 wziął udział w rosyjskiej interwencji w Chinach, w latach 1901–1904 był naczelnikiem sztabu III okręgu Samodzielnego Korpusu Straży Granicznej, a w latach 1904–1905 wziął udział w wojnie z Japonią. Od 22 czerwca 1904 do 16 listopada 1908 dowodził 187 Chełmskim rezerwowym pułkiem piechoty. Przez następne dwa lata pełnił służbę w sztabie Nadamurskiego Okręgu Wojskowego w Chabarowsku na stanowisku generała-kwatermistrza. W 1908 awansował do stopnia generała majora ze starszeństwem z 16 listopada 1908. 2 kwietnia 1910 objął dowództwo 2 Brygady 41 Dywizji Piechoty, a 23 lipca 1911 dowództwo 2 Brygady 18 Dywizji Piechoty. Do 13 sierpnia 1914 obowiązki dowódcy brygady łączył z funkcją komendanta Twierdzy Dęblin.
Podczas I wojny światowej w dniu 21 lutego 1915 wyznaczony został na stanowisko dowódcy 13 Dywizji Piechoty, z którą stacjonował w Karpatach. Walczył na froncie niemieckim i austriackim w walkach na terenach Polski i Ukrainy. 6 grudnia 1915 awansował na generała lejtnanta ze starszeństwem z 2 kwietnia 1915. Od dnia 5 maja 1917 pełnił obowiązku dowódcy 29 Korpusu Armijnego.
Po rewolucji październikowej organizował i dowodził w latach 1917–1918 III Korpusem Polskim na Ukrainie. Po rozbrojeniu III Korpusu przez Austriaków był naczelnym inspektorem Wojska Polskiego na Ukrainie.

### Służba w Wojsku Polskim
Z dniem 18 stycznia 1919 został przyjęty do Wojska Polskiego, z zatwierdzeniem posiadanego stopnia generała porucznika ze starszeństwem z dniem 2 kwietnia 1915, i przydzielony do Ministerstwa Spraw Wojskowych. 6 marca 1919 został mianowany przewodniczącym Rady Wojskowej. Sprawował tę funkcję do sierpnia 1920. Latem 1919 Józef Piłsudski zaproponował mu funkcję szefa misji wojskowej przy admirale Kołczaku na Syberii, lecz de Henning-Michaelis propozycji nie przyjął. 21 kwietnia 1920 został zatwierdzony z dniem 1 kwietnia owego roku w stopniu generała porucznika. W lipcu i sierpniu 1920 kierował Komitetem Fortyfikacyjnym w obronie Warszawy przed bolszewikami. Od sierpnia 1920 do sierpnia 1921 był wiceministrem spraw wojskowych, a następnie – do maja 1922 – szefem Administracji Armii. W 1922 zweryfikowano go w stopniu generała dywizji ze starszeństwem z dniem 1 czerwca 1919 w korpusie generałów. Z dniem 1 lutego 1923 został przeniesiony – na własną prośbę – w stan spoczynku z prawem noszenia munduru.

### Ostatnie lata
Mieszkał w Warszawie przy ulicy Batorego 15. Należał do grupy politycznej opozycyjnej wobec sanacji, działał też społecznie. Był człowiekiem o szerokich zainteresowaniach. Zajmował się muzyką, historią oraz pisarstwem. Swoje wspomnienia opisał w oddzielnych tomach: Burza dziejowa i W zamęcie.
Po agresji Niemiec na Polskę, w pierwszej dekadzie września 1939 wraz z żoną ewakuował się z Warszawy. W drodze na wschód zatrzymał się w majątku Sinołęka, położonym 7 km na północny wschód od Kałuszyna, stanowiącym wówczas własność Władysława i Marii Filewiczów.

Późnym popołudniem 14 września 1939 między stawami majątku Sinołęka wolnym krokiem przemierzał groblę dobrze zbudowany starszy pan w szarym garniturze. Szedł w kierunku szosy Kałuszyn-Siedlce, biegnącej w odległości 1 km od Sinołęki. Z dala narastał warkot silników. Gdy spacerowicz zbliżył się do szosy, ukazały się na niej dwa niemieckie motocykle z koszami. Krótka seria z erkaemu oddana do człowieka na grobli położyła go trupem na miejscu. Tak zginął gen. dyw. w stanie spoczynku Eugeniusz de Henning-Michaelis

.
Generał został pochowany obok miejscowej kaplicy. W 1950 jego szczątki zostały ekshumowane i przeniesione na cmentarz Wolski w Warszawie, jednakże dokładne miejsce ich złożenia jest nieznane. Natomiast na sąsiednim cmentarzu Powstańców Warszawy znajduje się zbiorowa mogiła z pamiątkową tablicą, opatrzoną napisem: „Prochy żołnierzy Wojska Polskiego poległych we wrześniu 1939 na terenie woj. warszawskiego”, na której widnieje m.in. nazwisko generała de Henninga-Michaelisa (kwatera A-p-rząd II). Epitafium gen. Eugeniusza de Henning-Michaelisa znajduje się na grobie Familii Michelis na cmentarzu ewangelicko-augsburskim w Warszawie (al. 6, gr. 19).

## Ordery i odznaczenia
- Krzyż Walecznych (1921)[4]
- Order Orła Białego z Mieczami (Imperium Rosyjskie, 20 października 1916)
- Broń Złota „Za Waleczność” (Imperium Rosyjskie, 9 marca 1915)
- Order Świętego Jerzego IV klasy (Imperium Rosyjskie)
- Komandor Legii Honorowej (Francja, 1921 – zgoda Naczelnika Państwa)[5]

## Pamiętniki
- Burza dziejowa • Pamiętnik z wojny światowej 1914-1917, t. I i II, Gebethner i Wolff, Warszawa 1928.
- W zamęcie, Gebethner i Wolff, Warszawa 1929.